# Alexis Jean Henri Duverger
Pour les articles homonymes, voir Duverger.
Alexis Jean Henri Duverger, né le 14 décembre 1755 à Étampes et mort le 12 janvier 1830 à Paris, est un général français de la Révolution et de l’Empire.

## États de service
Il entre en service comme sous-lieutenant dans la compagnie anglaise des gendarmes de la Garde du corps du roi le 3 mai 1770, il est fait lieutenant le 23 avril 1781. Il est nommé lieutenant en premier aux grenadiers de Flandre le 14 octobre 1788 et capitaine dans le régiment Royal des Vaisseaux le 15 septembre 1791. Il fait les campagnes de 1792 à l’an IX aux armées du centre, du Nord et du Rhin.
Il est fait adjudant-général chef de bataillon le 8 mars 1793 et il est nommé adjudant-général chef de brigade le 8 germinal an II (28 mars 1794). Il est promu général de brigade à la demande du général Pichegru le 17 germinal an III (6 avril 1795). 
Il participe aux événements de brumaire an VIII, mais pour un motif qui est demeuré inconnu ; non à cause de ses liaisons avec Pichegru et Moreau, comme on l’a prétendu à tort, Napoléon le laisse dans son obscurité militaire, ne l’élève pas en grade, ne lui confère aucune dignité et refuse même de lui accorder la dotation de 10 000 francs que le ministre Clarck réclama pour lui. Il l’emploie cependant sans interruption jusqu’à la fin de l’Empire, il le fait chevalier de la Légion d’honneur le 19 frimaire an XII (11 décembre 1803), et commandeur de l’ordre le 25 prairial an XII (14 juin 1804).
En l’an XIV, il commande la 1re division de l’armée de réserve sur le Rhin, en 1807, il dirige la cavalerie du camp de Saint-Lô et en 1809, il prend le commandement d’une brigade d’infanterie au corps d’observation de l’Elbe, puis celui de la cavalerie de l’armée du Nord en avant d’Anvers. En 1812 et 1813, il est en Hanovre et en Prusse et en 1814, il s’enferme dans Magdebourg lors du blocus de cette ville.
De retour en France le 27 juillet 1814, il se rallie aux Bourbons et le roi Louis XVIII, le fait chevalier de Saint-Louis le 30 août 1814.
Le 10 janvier 1816, à la formation des cours prévôtales, il est nommé prévôt à celle du département du Haut-Rhin. Il est promu général de division le 16 septembre 1818, et admis à la retraite.
Il meurt le 12 janvier 1830 à Paris.

## Sources
- (en) « Generals Who Served in the French Army during the Period 1789 - 1814: Eberle to Exelmans »
- Thierry Pouliquen, « Les généraux français et étrangers ayant servis [sic] dans la Grande Armée » (consulté le 10 octobre 2013)
- « Cote LH/885/32 », base Léonore, ministère français de la Culture
- A. Lievyns, Jean Maurice Verdot, Pierre Bégat, Fastes de la Légion-d'honneur, biographie de tous les décorés accompagnée de l'histoire législative et réglementaire de l'ordre, Bureau de l’administration, 1844, 529 p. (lire en ligne), p. 204.
- Baptiste-Pierre Courcelles, Dictionnaire historique et biographique des généraux français : depuis le onzième siècle jusqu'en 1822, l’Auteur, 1822, 452 p. (lire en ligne), p. 347.